# Leposoma rugiceps
Espèce
Synonymes
- Loxopholis rugiceps Cope, 1869
- Leposoma dispar Peters, 1880

Statut de conservation UICN

 LC  : Préoccupation mineure
Leposoma rugiceps est une espèce de sauriens de la famille des Gymnophthalmidae.

## Répartition
Cette espèce se rencontre en Colombie et en Panama.

## Publication originale
- Cope, 1869 "1868" : Sixth Contribution to the Herpetology of Tropical America. Proceedings of the Academy of Natural Sciences of Philadelphia, vol. 20, p. 305-313 (texte intégral).